# Kris Thomas
Pour la joueuse de rugby américaine, voir Kris Thomas (rugby à XV).
Pour les articles homonymes, voir Thomas (nom de famille).
Kris Thomas (né le 16 janvier 1983 à Llanelli) est un footballeur gallois. Il joue pour le club de Carmarthen Town qui évolue en Welsh Premier League. Il a remporté la Coupe du pays de Galles en 2011.

## Palmarès
Llanelli AFC
- Coupe du pays de Galles
  - Vainqueur : 2011